# Union für Demokratische Wiedergeburt
Die Union für Demokratische Wiedergeburt (auch Wiedergeburt, georgisch დემოკრატიული აღორძინების პავშირი, Demokratiuli Agordsinebis Pawschiri) war eine regional orientierte Partei in Georgien. Sie wurde 1992 unter dem Namen Adscharische Union für die Wiedergeburt Georgiens gegründet. 1998 erhielt sie ihren jetzigen Namen. Vorsitzender war der Staatschef Adscharas, Aslan Abaschidse. Die Partei hat sich nach dem Machtwechsel in Adscharien am 6. Mai 2004 aufgelöst.
Sie setzte sich für den Schutz regionaler Interessen ein und forderte eine von der Zentralregierung unabhängige regionale Selbstverwaltung. Der wirtschaftliche Aufstieg sollte auf marktwirtschaftlichem Wege, verbunden mit sozialstaatlichen Sicherheiten wie in der früheren Sowjetunion, erreicht werden. Außenpolitisch befürwortete sie eine Annäherung an Russland.
Bei Wahlen in Adschara erhielt die Wiedergeburts-Partei stets mehr als 95 % der Stimmen. Im Obersten Rat Adscharas stellt sie die Mehrheit und die Regierung. Bei den georgischen Parlamentswahlen 1995 bekam sie 7,03 % der Stimmen und 31 Sitze. 1999 erhielt ein von ihr geführtes Wahlbündnis mit Sozialisten und Einheitsunion 25,18 %. Von den 51 Sitzen des Bündnisses entfielen 15 Sitze auf die Wiedergeburts-Partei. Im Georgischen Parlament fungierte sie vor allem als Sprecher der adscharischen Regierung.
Nach der so genannten Rosenrevolution in Georgien 2003 sank die Popularität der Partei dramatisch. Die Wiedergeburt hatte als einzige Oppositionspartei zu Demonstrationen für den unter Druck geratenen Präsidenten Eduard Schewardnadse nach Tiflis aufgerufen. Parteichef Abaschidse versicherte ihm öffentlich seine Solidarität. Bei den georgischen Parlamentswahlen am 28. März 2004 rutschte die Partei auf 6,01 % der Stimmen. Im Parlament hatte sie sechs Abgeordnete, die Direktmandate errangen. Im Stadtrat von Tiflis besetzte sie vier von 49 Sitzen.
Die Partei verlegte eine Tageszeitung, die von allen Mitgliedern abonniert werden musste, und eine Nachrichtenagentur. Beide führten den Namen Agordsineba.